# Schallemissionspegel
Als Schallemissionspegel bezeichnet man den in Dezibel gemessenen Schallleistungspegel der Schallemission einer Schallquelle in einer bestimmten Messentfernung.
Falls die Messentfernung groß ist, weil die Schallquelle unzugänglich oder selbst räumlich ausgedehnt ist, muss am Ort der Messung der Störschall niedrig gehalten werden. Beispielsweise ist für eine 200 m hohe Windkraftanlage eine Messentfernung von 300 m angemessen. Dabei sollte man nicht neben einem Busch stehen, in dem der Wind rauscht, und das Messmikrofon braucht einen Mikrofon-Windschutz.
Das Gegenteil des Schallemissionspegels ist der Schallimmissionspegel, der den Schalldruckpegel von Störern am Ort der Betroffenen (Immissionsort) bezeichnet. 